# Molophilus nitidulus
Molophilus nitidulus är en tvåvingeart som beskrevs av Alexander 1946. Molophilus nitidulus ingår i släktet Molophilus och familjen småharkrankar. Inga underarter finns listade i Catalogue of Life.